# 10. ročník udílení Critics' Choice Movie Awards
10. ročník udílení Critics' Choice Movie Awards se konal 10. ledna 2005.

## Vítězové a nominovaní
Tučně jsou označeni vítězové.
| Nejlepší film | Nejlepší režisér | Nejlepší herec |
| --- | --- | --- |
| - Bokovka - Letec - Collateral - Věčný svit neposkvrněné mysli - Hledání Země Nezemě - Hotel Rwanda - Kinsey - Million Dollar Baby - Fantom opery - Ray                                                                                         | - Martin Scorsese – Letec - Clint Eastwood – Million Dollar Baby - Marc Foster – Hledání Země Nezemě - Taylor Hackford – Ray - Alexandre Payne – Bokovka                                                                | - Jamie Foxx – Ray - Javier Bardem –Hlas moře - Don Cheadle – Hotel Rwanda - Johnny Depp – Hledání Země Nezemě - Leonardo DiCaprio – Letec - Paul Giamatti – Bokovka |
| Nejlepší herečka | Nejlepší herec ve vedlejší roli | Nejlepší herečka ve vedlejší roli |
| - Hilary Swanková – Million Dollar Baby - Annette Beningová – Božská Julie - Catalina Moreno – Maria milostiplná - Imelda Staunton – Vera Drake - Žena dvou tváří - Uma Thurman – Kill Bill 2 - Kate Winsletová – Věčný svit neposkvrněné mysli | - Thomas Haden Church - Bokovka - Jamie Foxx - Collateral - Morgan Freeman - Million Dollar Baby - Clive Owen - Na dotek - Peter Sarsgaard - Kinsey                                                                     | - Virginia Madsen – Bokovka - Cate Blanchettová - Letec - Laura Linneyová - Kinsey - Natalie Portmanová - Na dotek - Kate Winsletová - Hledání Země Nezemě           |
| Nejlepší mladý herec | Nejlepší mladá herečka | Nejlepší filmové obsazení |
| - Freddie Highmore – Hledání Země Nezemě - Liam Aiken – Lemony Snicket: Řada nešťastných příhod - Cameron Bright – Zrození - Daniel Radcliffe – Harry Potter a vězeň z Azkabanu - William Ullrich – Život pod vodou                             | - Emmy Rossum – Fantom opery - Emily Browningová – Lemony Snicket: Řada nešťastných příhod - Dakota Fanningová – Muž v ohni - Lindsay Lohan – Protivný sprostý holky - Emma Watsonová – Harry Potter a vězeň z Azkabanu | - Bokovka - Na dotek - Život pod vodou - Dannyho parťáci 2 |
| Nejlepší scénář | Nejlepší animovaný film | Nejlepší populární film |
| - Alexander Payne a Jim Taylor - Bokovka - Bill Condon - Kinsey - Charlie Kaufman – Věčný svit neposkvrněné mysli - John Logan - Letec - David Magee - Hledání Země Nezemě                                                                      | - Úžasňákovi - Polární expres - Shrek 2 | - Spider-Man 2 - Bournův mýtus - Úžasňákovi - Napoleon Dynamit - Umučení Krista                                                                                      |
| Nejlepší rodinný film | Nejlepší televizní film | Nejlepší dokument |
| - Hledání Země Nezemě - Harry Potter a vězeň z Azkabanu - Lemony Snicket: Řada nešťastných příhod - Hokejový zázrak - Spider-Man 2 | - Život a smrt Petera Sellerse - Pět starých známých - Něco, co stvořil Bůh - Anděl strážný | - Fahrenheit 9/11 - Al Džazíra - jiný úhel pohledu - Metallica: Some Kind of Monster - Super Size Me                                                                 |
| Nejlepší cizojazyčný film | Nejlepší skladatel | Nejlepší písnička |
| - Hlas moře - Klan létajících dýk - Maria milostiplná - Motocyklové deníky - Příliš dlouhé zásnuby | - Howard Shore – Letec - Michael Giacchino – Úžasňákovi - Rolfe Kent – Bokovka | - „Old Habits Die Hard“ – Mick Jagger a Dave Stewart – Zlatíčko - „Accidentally in Love“ – Counting Crows – Shrek 2 - „Believe“ – Josh Groban – Polární expres       |
| Nejlepší soundtrack | Speciální ocenění | |
| - Ray - Zlatíčko - Za mořem - De-Lovely - Procitnutí v Garden State | - Tom Cruise | |